# Спас на Водах (Кронштадт)
Часовня Богоявления Господня «Спас-на-Водах» — каменная часовня в русском стиле, расположенная в городе Кронштадте (у Кронштадтских ворот).

## История
Построена по проекту Василия Косякова и Александра Витселя в 1903—1904 годах к 200-летию города в память о разобранной деревянной Богоявленской церкви (1858). В советское время была закрыта, запущена и практически разрушена.
В 2003 году начались работы по восстановлению, и на следующий год, к 300-летию Кронштадта, часовня была открыта и освящена заново.